# Дебрянская, Евгения Евгеньевна
Евгения Евгеньевна Дебря́нская (в девичестве Гришина; род. 10 июня 1953 года, Каменск-Уральский Свердловской области, СССР) — российская писательница, режиссёр авторского кино, деятель правозащитного и ЛГБТ-движения. Бывший лидер Либертарианской партии РСФСР.

## Биография
В 1979 году переехала из Свердловска в Москву.
В 1987 году вместе с Валерией Новодворской основала политический семинар «Демократия и гуманизм», на основе которого весной 1988 года был создан оргкомитет партии «Демократический союз» (ДС). На учредительном съезде ДС в мае 1988 была избрана членом Центрального координационного совета партии. Вспоминала: «Май 88-го года, особенно съезд „Демократического союза“, для меня означали приближение к мечте. Потому что мы постоянно говорили о том, что Россия должна акцептировать европейский путь развития, должна приблизиться к Европе и стать Европой. А заграница для нас всегда была если уж не раем небесным, то уж раем земным, это точно».
Участвовала во втором съезде ДС в Риге. Осенью 1988 года вышла из партии ДС, чтобы снять с обсуждения вопрос о своём «аморальном поведении». (Позднее, в апреле 1991 года вернулась в ДС, но активного участия в его деятельности уже не принимала).
В начале 1990 года вместе с открытым геем Романом Калининым организовала «Ассоциацию сексуальных меньшинств» и Либертарианскую партию РСФСР, затем входила в руководство других ЛГБТ-организаций — в частности, центра «Треугольник» (вместе с Машей Гессен).
Задерживалась ОМОНом в 2006 году при проведении гей-парада. Заявила перед этой акцией: «если гомосексуалы не выйдут открыто заявить о своих правах, в будущем они рискуют оказаться за 101 километром». По свидетельству журнала «Русский Newsweek», вместе с Дебрянской и другими ЛГБТ-активистами были задержаны и противники акции из Евразийского союза Александра Дугина: «„Почему мы должны ехать с этими гомосеками вонючими?“ — возмутился молодой человек, назвавшийся активистом Евразийского союза молодёжи. „Мальчик, потому что все люди равны. И евразийству это никак не мешает, уж поверь мне: всё-таки Александр Дугин — мой бывший муж“, — сказала Дебрянская».
Пишет книги, снимает кино. Публиковалась в интернет-журнале РЕЦ.
В интервью «Огоньку» за 2008 Дебрянская была названа «первой открытой лесбиянкой России».
- От первого брака
  - Сын Вячеслав.
- Второй муж — философ и публицист Александр Дугин.
  - Сын Артур (в крещении Димитрий) Александрович Дугин (творческий псевдоним — Дмитрий Хворостов), род. 1985, окончил Московский государственный лингвистический университет, современный художник и куратор[5], работает в Центре Вознесенского. В прошлом — активист Евразийского союза молодёжи[6].
- Третий муж — Алексей Дебрянский.

## Книги
1. Учитесь плавать, 1999.
2. Нежная агрессия паутины, 2001, (Переиздание- 2007).

## Кино
1. Алкоголь и душа, 2002.